# Maredudd ap Tudur
Maredudd ap Tudur (mort vers 1406) était un noble gallois. Il est un frère de Gwilym ap Tudur et de Rhys ap Tudur.
Maredudd sert comme bailli sur l'île d'Anglesey entre 1388 et 1391, un poste habituellement occupé par les Anglais. 
En 1400, il soutient la révolte des Gallois conduite par son cousin Owain Glyndŵr contre le roi Henri IV d'Angleterre. Il est néanmoins inclus dans le pardon général offert par le roi dont sont exclus Glyndŵr ainsi que ses frères Gwilym et Rhys. Il poursuit quand même les combats et accompagne en 1405 Rhys Gethin et Gruffudd, le fils aîné d'Owain, dans le sud du Pays de Galles où ils capturent une série de châteaux avant d'être défaits par John Talbot près d'Usk.
Déclaré hors-la-loi comme ses deux frères en 1406, Maredudd disparaît des archives après cette date. Son frère Rhys est capturé et exécuté à Chester en 1412 tandis que Gwilym reçoit un pardon total du roi Henri V en 1413.
Maredudd laisse un fils, Owain Tudur, qui anglicise son nom en Owen Tudor. Ce dernier épouse secrètement dans les années 1420 Catherine de Valois, la veuve d'Henri V. Il est le grand-père du roi Henri VII.